# اندیس رامشک
رامشک یک اندیس فلزی است که در حوالی شهر رامک استان کرمان قرار دارد و مادهٔ معدنی موجود در آن، مس است.  